# Перше Київське Костянтинівське військове училище
50°25′50″ пн. ш. 30°32′44″ сх. д. / 50.43056° пн. ш. 30.54556° сх. д.
Перше Київське Костянтинівське військове училище — військовий навчальний заклад Російської імперії, заснований 1865 року у Києві, як Київське піхотне юнкерське училище. Училище готувало юнкерів до випуску в чині підпоручика.
Під час української революції у 1917 році урядом УНР на базі училища була розгорнута Перша Військова імені Гетьмана Богдана Хмельницького Юнацька школа (також — Перша українська юнацька школа ім. гетьмана Б. Хмельницького). В січні 1918 року, коли війська більшовиків загрожували захопленням столиці Української Республіки, юнкери школи взяли активну участь у боях з червоногвардійцями, зокрема в бою під Крутами, захищаючи Центральну Раду.
З 1920 року, після взяття території України під контроль більшовиками, на території училища діяло Київське вище військове інженерне училище зв'язку. Після здобуття Україною незалежності у 1991 році, тут розміщується Військовий інститут телекомунікацій та інформатизації імені Героїв Крут.

## Історія
Училище було створено 1 жовтня 1865 року відповідно до наказу імператора Олександра ІІ від 27 червня 1865 року як Київське піхотне юнкерське училище. Розмістилося в будівлі колишніх Казарм військових кантоністів, спорудженій у 1835-39 роках.
Число юнкерів при заснуванні — 200 осіб. Ювілейне та храмове свято училища було — в день Покрови Пресвятої Богородиці.[джерело?]
В 1897 році училище було перейменовано в Київське військове училище. По штату в училищі було необхідно 1 батальйонний командир, 4 ротних командира і 10 молодших офіцерів (в тім числі ад'ютант). До 1914 року 4 роти і 400 юнкерів; 1 жовтня 1914 року відбувся останній випуск юнкерів в чині підпоручика. Училище перейшло до практики чотиримісячних прискорених випусків. Штат було збільшено до 630 юнкерів. Стройовий командний склад, крім своєї безпосередньої роботи, проводив читання лекцій з тактики і топографії. В зв'язку з тим, що з початком Першої світової війни в Києві було відкрито ще 3 військових училища, 26 вересня 1914 року училищу було присвоєно найменування 1-ше Київське військове училище. 10 жовтня 1915 року, після смерті великого князя Костянтина Костянтиновича Романова, імператором видано наказ, за яким училище слід було називати, як 1-ше Київське Костянтинівське військове училище.

### Українська революція
Юнкери та командири училища брали участь у боях більшовиками в Києві 25.10.-1.11.1917 р. (убито 2 офіцера і 40 юнкерів, поранено 2 і 60). 5 листопада 1917 року, після збройних сутичок з більшовиками, частина особового складу Київського Костянтинівського військового училища захопила потяг і виїхала на Кубань, де в подальшому брали участь у боях з загонами Червоної армії. Особовий склад училища — 25 офіцерів та 131 юнкера на чолі з генералом Калачовим, прибув до Катеринодару 13 листопада 1917 року. Більшість їх (близько 100 офіцерів і юнкерів) загинуло в Кубанських походах, перебували в Галіполі та в болгарській Горній Джумаї до 1923 року. Усього було набрано та випущено 69 наборів юнкерів. В США зберігся архів польової газети «Константиновець», яку випускали юнкери в еміграції, під час Галіполійського сидіння та в військовому таборі під Горна Джумая (тепер — болгарське місто Благоєвград).
На території Костянтинівського військового училища 20 листопада 1917 року, за наказом Генерального секретаря з військових справ Симона Петлюри, була розгорнута Перша українська військова юнацька школа, в складі якої перебували юнкери, що залишилися в Києві. Школі було присвоєно ім'я гетьмана Богдана Хмельницького.

#### Бої на Бахмацькому напрямку
25 грудня 1917 (7 січня 1918), на Різдво, під командою Семена Лощенка спорудили імпровізований бронепотяг зі шпал, мішків із піском, бляхи тощо. За спогадами козака Никифора Авраменка, потяг мав два вагони і платформу, на якій встановили одну гармату (імовірно 76-мм дивізійна гармата) та один кулемет «Максим». Поїзд мав 5 чоловік залоги. 26 грудня 1917 (8 січня 1918) до станції Бахмач прибуло 300 юнаків військової школи. За спогадом Митрофана Швидуна, півсотні юнаків було приділено до «панцирного» потягу Лощенка.
На чолі із штабс-капітаном Горошком вони вранці 27 грудня (9 січня) зайняли станцію Доч. Проте сюди наступало угрупування більшовиків Рейнгольда Берзіна, і після перестрілки між бронепоїздами 30 грудня (12 січня), Бондарівку і Доч українським військам довелось залишити.
5 (18) січня із Києва в Бахмач прибув сучасний бронепотяг «Вільна Україна», що мав 24 кулемети, на чолі із капітаном Довгополовим, а також ще 150 юнаків військової школи, які перед тим були у різдвяній відпустці. Наступного дня українські бронепотяги контратакували: Довгополов — станцію Доч, а Лощенко продовжив наступ на північ, поза Бондарівку. «Вільна Україна» у бою отримала серйозні ушкодження ― тендерна гармата була розбита разом з обслугою, було влучання і в передній вагон. «Вільна Україна» почала відступ на Бондарівку, а далі на Київ. У бою загинули юнаки-гарматники Ісидор Троцький та Олександр Жук. Гармата Лощенка зі свого поїзда відкрила вогонь по бронепоїзду більшовиків, прикриваючи відхід «Вільної України». До залізниці підтягалася юнацька піхота, яку Лощенко підібрав на потяг. У Бондарівці юнаки пересіли на свій потяг і відступили до Часниківки.
Вже 10 (23) січня, після боїв, на своєму мітингу і за згодою старшин, юнаки вирішили повернутись до Києва.

#### Бій під Крутами
По поверненню до Києва, після докорів командувача Київського військового округу Миколи Шинкаря, юнаки погодилися повернутися на позиції. Разом із юнаками зголосився їхати на фронт Помічний курінь Січових стрільців. Ввечері 15 (28) січня бойовий відділ 1-ї Української військової школи (300 юнаків, виснажених попередніми боями) і Помічний курінь Січових стрільців (116 чоловік) виїхали на фронт. Разом з ними їхав начальник Першої Української військової школи сотник Дем'ян Носенко, який мав перебрати командування військами на бахмацькому напрямку.

### Розформування
1 березня 1919 року радянська влада організувала інженерні курси, які після переїзду з Харкова від 20 вересня 1920 року розташувалась у будівлі училища, а 1 листопада 1924 року перейменовані на військову школу зв'язку, яка з часом перетворилась на Київське вище військове інженерне двічі Червонопрапорне училище зв'язку імені М. І. Калініна.

## Начальники
- (1918) Дем'ян Носенко[9]

## Відомі випускники

### Військовики армій УНР та Української Держави
- Архипович Микола Георгійович (1869 -?), Генерал-лейтенант, кавалер Золотої Георгіївської зброї, орденів Святого Георгія 4-го і 3-го ступенів.
- Білинський Олександр Костянтинович — генерал-поручник Армії УНР.
- Богданович Павло Миколайович (1883—1973), полковник Генерального штабу; учасник Першої світової війни.
- Врублевський Євген Юліанович (1904) — командир полку Дієвої Армії УНР.
- Гаєвський Іван Тимофійович (1891) — — полковник Армії УНР, герой Базару.
- Дроздовський Левко Антонович (1869—1951), генерал-майор, 1-й генерал-квартирмейстер Українського Генерального штабу в 1918 році, військовий аташе УНР в Швейцарії і Італії в 1919 році.
- Журахів Сергій Іванович, полковник Армії УНР.
- Змієнко Всеволод Юхимович (1886—1938) — підполковник Російської імператорської армії. Кавалер Золотої Георгіївської зброї, орденів Святої Анни 3-го і 4-го ступенів, ордену Святого Рівноапостольного князя Володимира 4-го ступеня, орденів Святого Станіслава 3-го і 4-го ступенів[ru]. Генерал-хорунжий армії УНР. Очільник розвідки та контррозвідки УНР в екзилі.
- Ізотов Сергій Васильович (1868 — ?), старшина Дієвої армії УНР; учасник Першої світової війни та української радянської війни 1917—1921.
- Кірпотенко Сергій Антонович — генеральний хорунжий Армії Української Держави.
- Кравченко Петро Петрович (1893) — полковник Армії УНР.
- Кривенко Віктор Васильович (1898) — полковник Армії УНР.
- Куделінський Михайло Іванович (1896) — полковник Армії УНР.
- Кузьмін Євген Михайлович (1871—1942) — мистецтвознавець, публіцист, педагог, теософ.
- Маланюк Євген Филимонович (1897—1968) — український поет, письменник, публіцист, сотник Армії УНР.
- Мишаків Михайло Васильович — полковник Армії УНР.
- Мумм Іван Карлович (1878—1963) — головний інтендант Запорізького корпусу Армії УНР.
- Ніколіч Микола Миколайович (1871 — ?) — генеральний хорунжий Армії Української Держави.
- Омельянович Володимир Степанович — полковник Армії УНР.
- Савчинський Леонід Опанасович (1900) — полковник Армії УНР.
- Сікевич Володимир Васильович (1870—1952), генерал-хорунжий армії Української Народної Республіки, командир 3-го Гайдамацького полку і військовий аташе УНР в Угорщині.
- Троцький Ігор Васильович (1914) — полковник Армії УНР.

### Інші
- Борисов Микола Андрійович(1889—1937) — письменник.
- Денікін Антон Іванович (1872—1947), генерал-лейтенант, головнокомандувач Добровольчою армією і Збройними силами півдня Росії. Вчився у 1890—1892 роках, закінчив із відзнакою.
- Де-Геніг Міхеліс Євген Михайлович (1863—1939), генерал-лейтенант, один з організаторів Польської армії в Росії у 1918 році.
- Дзевановський В'ячеслав Андрійович (1870—1944), генерал-майор, один з організаторів антибільшовицького руху на півдні Росії, повірений А. І. Денікіна в Італії.
- Злобін Веніамін Михайлович (1898—1952), генерал-лейтенант Червоної Армії.
- Лєсков Андрій Миколайович (1866—1953) — російський письменник, військовий, син і біограф письменника Миколи Лєскова.
- Ситін Павло Павлович (1870—1938), генерал-майор, головнокомандувач Південним фронтом РСЧА (проти Денікіна) у 1918 році.